# Friede von Vervins

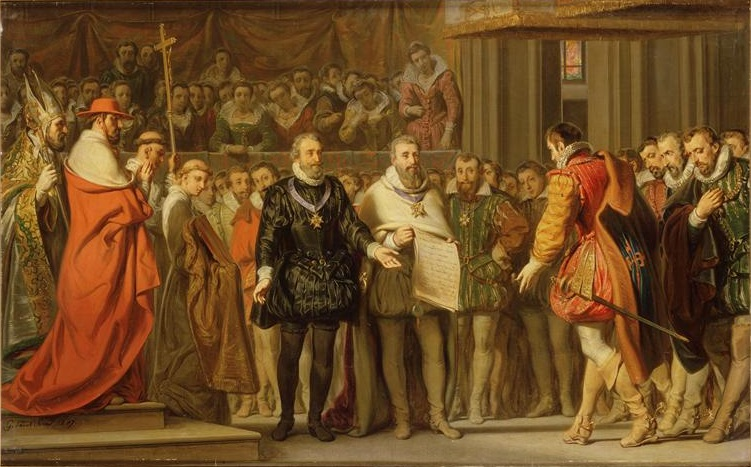
Darstellung der Unterzeichnung des Friedensvertrags

Der Friede von Vervins (2. Mai 1598) beendete den von Spanien seit 1590 gegen Frankreich geführten Krieg. Die Regelungen des Friedens von Cateau-Cambrésis von 1559 wurden weitgehend bestätigt; der spanische König Philipp II. verzichtete für sein Reich auf sämtliche Ansprüche gegen Frankreich.
Philipp II. hatte den französischen Thron nach der Ermordung des kinderlosen und letzten Valois-Königs Heinrich III. 1589 für seine Familie beansprucht, da er mit dessen Schwester Elisabeth von Valois verheiratet gewesen war und Frankreich seitdem durch den in seinen Augen illegitimen Protestanten Heinrich IV. regiert wurde. Heinrich konvertierte 1593 jedoch zum katholischen Glauben und ließ damit den Kriegsgrund entfallen.
Der Friedensschluss von 1598 war beidseitig von finanzieller und militärischer Erschöpfung getragen. Philipp II. starb noch im selben Jahr; die Vertragsinhalte ließen den schleichenden Verlust der bisherigen spanischen Hegemonie auf dem Kontinent sichtbar werden. Der Frieden markierte neben dem im selben Jahr erlassenen Edikt von Nantes zugleich die Konsolidierung der bisher unsicheren Herrschaft Heinrichs IV. in Frankreich.